# Jandarma

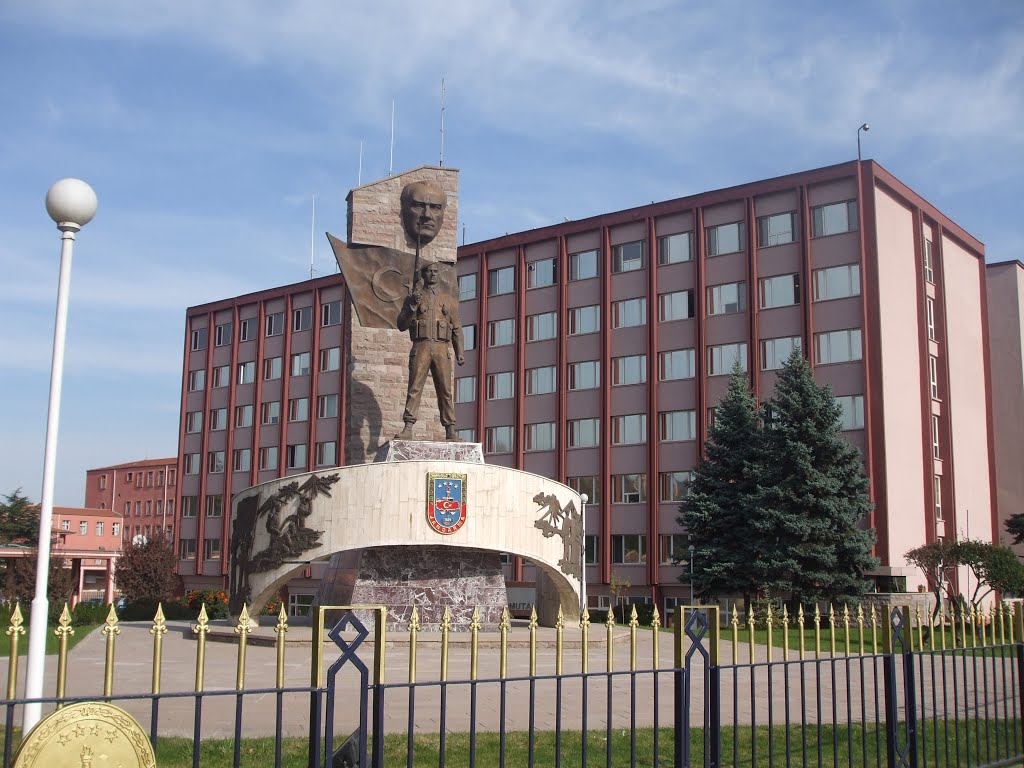
Hauptsitz der Jandarma (Ankara)

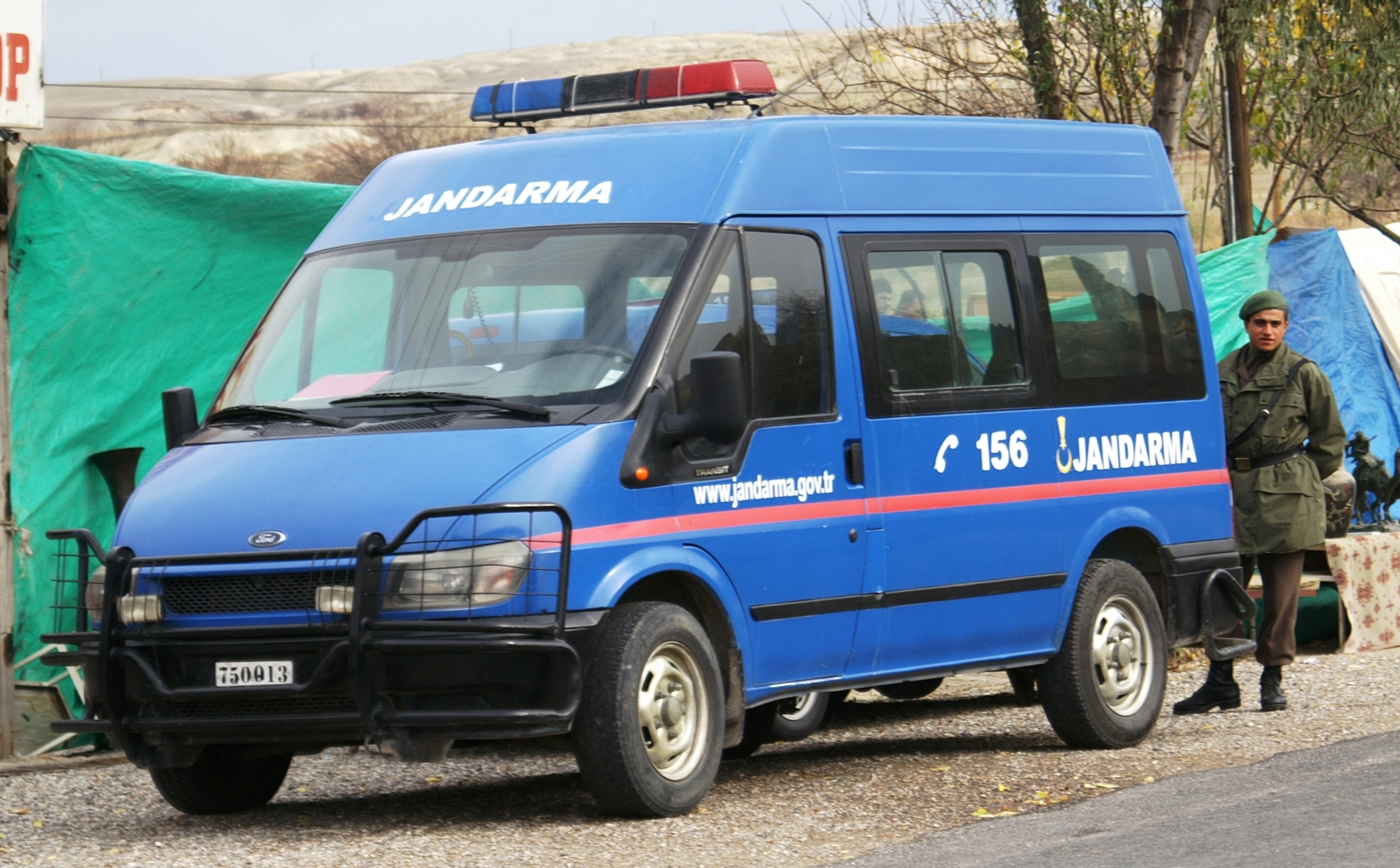
Einsatzfahrzeug der Jandarma

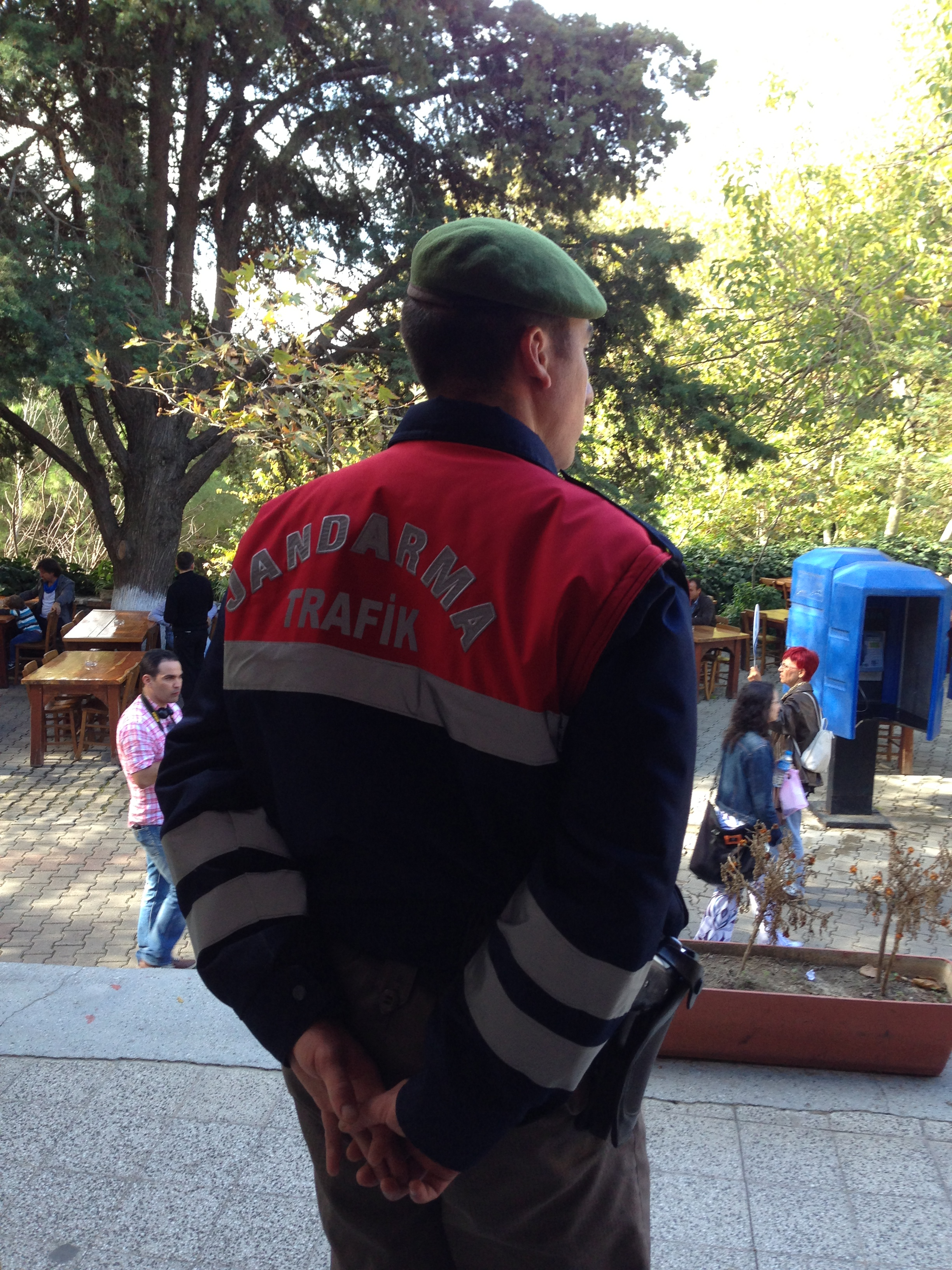
Verkehrsaufsicht durch die Jandarma

Die Jandarma, amtliche Bezeichnung „Jandarma Genel Komutanlığı“ (deutsch Generalkommandantur der Gendarmerie) ist ein paramilitärischer Gendarmerie-Verband in der Türkei.

## Geschichte
Als Gründungsdatum der Gendarmerie im Osmanischen Reich wird allgemein 1839 (Beginn der Tanzimat-Periode) angenommen. Die Gendarmerie als militärische Einheit beteiligte sich am Ersten Weltkrieg, dem türkischen Befreiungskrieg und dem Einsatz auf Zypern im Jahre 1974. Spezialeinheiten der Gendarmerie waren auch an der türkischen Militäroffensive auf Afrin im Jahr 2018 beteiligt.

## Aufgaben
Die Jandarma ist gemäß Gesetz Nr. 2803 verantwortlich für innere Sicherheit, Aufrechterhaltung der öffentlichen Ordnung, Strafverfolgung und Grenzschutz, insbesondere in ländlichen Regionen, in denen die Polizei nicht vertreten ist. Die Gendarmerie übernahm auch militärische Aufgaben, die ihr vom türkischen Generalstab übertragen wurden.

## Organisation
In Ausbildungsfragen unterstand die Jandarma dem Generalstab der Türkei, in Bezug auf die Aufrechterhaltung der öffentlichen Ordnung dem Innenminister. Durch Gesetz vom 25. Juli 2016 wurde die Jandarma gänzlich dem Innenminister unterstellt. In Kriegszeiten kann der türkische Staatspräsident weiterhin Einheiten den türkischen Landstreitkräften unterstellen.
Seit 1962 ist der Kommandeur der Jandarma grundsätzlich ein Offizier im Dienstrang eines Generals. Seit 1980 ist der jeweilige Kommandeur der Jandarma Mitglied des Nationalen Sicherheitsrates. Aktueller Generalkommandant ist seit 21. August 2017 General Arif Çetin.
Die Gendarmerie umfasste 2012 ca. 203.000 Personen, hierunter auch Frauen. Formal zählen zusätzlich noch die bis zu 90.000 Mitglieder des Dorfschützersystems im Osten und Südosten des Landes zur Jandarma.

## Ausrüstung
- 480 Mannschaftstransportpanzer BTR-60 und BTR-80,
- 275+ BMC Kirpi I Mrap
- 345+ BMC Kirpi II Mrap
- 30+ JARMOL-Energiewaffe auf Kirpi 1. Es kann mit dem Drohnenabwehrsystem IHTAR KARTAL-2
- 240+ BMC Vuran Mrap (Die Gendarmerie erhielt die VURAN-Fahrzeuge, die auf dem ALKAR 120-mm-Mörserwaffensystem montiert waren.)
- 310+ Nurol Ejder Mrap
- 250 Otokar Cobra I Apc/ACV
- 120 Otokar Cobra II Apc/ACV
- 50+ FNSS PARS 6x6 und 8x8 Armoured Personal/Combat Vehicle
- 24 Sikorsky-S-70 Mehrzweckhubschrauber
- 30 Bestellt, (5 Einheiten im Bestand) Sikorsky-T-70 Mehrzweckhubschrauber (Hubschraubermotoren, einschließlich des Hubschraubermotors, werden in der Türkei unter Lizenz von TAI mit einer hohen lokalen Produktionsrate hergestellt)
- 24 TAI T-129 Atak II Kampfhubschrauber 13 im Bestand (+11 Zulauf)
- 10 Hubschrauber AB.206A.
- 20 Stück Bestellt TAI T 625 Gökbey Mehrzweckhubschrauber (3 Einheiten werden im August 2024 in den Bestand aufgenommen, und in der Folgezeit werden mehr als 80+ Bestellungen eingehen bis 2032) Der TEI TS1400 ist eine 1400-PS-Turboprop-Gasturbine für Hubschrauber. Sie wird von Tusaş Engine Industries (TEI) in der Türkei entwickelt
- 18 Transporthubschrauber Mil Mi-17, (Die Mi 17-Hubschrauber wurden vollständig modernisiert und verfügen über Nachtsicht- und Flugfähigkeit, und einige einheimische Systeme wurden integriert)
- 24+ TAI - HÜRKUŞ-C Das Projekt zur Beschaffung von Nahunterstützungs- und Angriffsflugzeugen HÜRKUŞ-C, das eingeleitet wurde, um die vom Generalkommando der Gendarmerie benötigte wirksame und ununterbrochene Feuerunterstützung aus der Luft zu gewährleisten, wird fortgesetzt. Es werden +24 Flugzeuge bestellt.
- 9 Gyrocopter im Inventar
- 4 Beechcraft Super King Air (Verwendet vom Gendarmerie Aviation Command)
- 2 Cessna C-680 (Verwendet vom Gendarmerie Aviation Command)
- 10 TAI - ANKA-S (bewaffnete unbemannte Luftfahrzeuge) befinden sich im Bestand
- 28 BAYKAR TB2 Bayraktar (bewaffnete unbemannte Luftfahrzeuge) befinden sich im Bestand
- 2 TAI AKSUNGUR (bewaffnete unbemannte Luftfahrzeuge) befinden sich im Bestand